# El Dorado (Meta)
El Dorado is een gemeente in het Colombiaanse departement Meta. De pas in 1963 gestichte en sinds 4 november 1992 officiële gemeente telt 3168 inwoners (2005). El Dorado, gelegen 75 kilometer ten zuiden van de departementshoofdstad Villavicencio, kent grote hoogteverschillen. Het westen van de gemeente ligt in de Cordillera Oriental op 1700 meter hoogte. Het oostelijke deel van de gemeente ligt in de Llanos Orientales op ongeveer 550 meter. Door de gemeente stromen de rivieren Ariarí en Cumaral.

## Etymologie
El Dorado is genoemd naar El Dorado, het mythische goudland dat volgens de Spaanse conquistadores in Colombia zou moeten liggen.
Acacías · Barranca de Upía · Cabuyaro · Castilla la Nueva · Cubarral · Cumaral · El Calvario · El Castillo · El Dorado · Fuente de Oro · Granada · Guamal · La Macarena · Lejanías · Mapiripán · Mesetas · Puerto Concordia · Puerto Gaitán · Puerto Lleras · Puerto López · Puerto Rico · Restrepo · San Carlos de Guaroa · San Juan de Arama · San Juanito · San Martín · Uribe · Villavicencio · Vista Hermosa